# 今治市林野火災
今治市林野火災（いまばりしりんやかさい）は、2025年（令和7年）3月23日に愛媛県今治市で発生した大規模な林野火災である。

## 概要
2025年3月23日午後4時ごろ、今治市長沢の山林で発生した。近隣住民が火を見つけた時には、木の上の部分の枝や、葉全体は燃えておらず、山の地面に低い炎が広がっている状態だった。近隣住民からの通報後、13分後には消防が現場に到着して消火を開始したが、火は風におあられて次第に勢いが強くなっていき、山の斜面を駆け上がるように東の方向に燃え広がっていった。今治市では3月22日から乾燥注意報が出されていた。
3月23日夜8時ごろ、およそ25ヘクタールだった焼損面積は、3月24日朝8時にはおよそ119ヘクタールに拡大。午後2時半すぎの時点で焼損面積は145ヘクタールに拡大した。
3月25日午前7時半前には焼損面積はおよそ214ヘクタールに拡大。25日の時点で焼けていた場所からさらに拡大している他、北東側の避難指示が出ている緑ヶ丘団地地区の近くに焼損した。さらに南側にも焼け広がっている地点が複数発生した。25日昼過ぎには山林火災で火の粉が原因とみられる住宅火災が発生し、建物にも被害が発生した。また、山裾から数十メートル離れた桜井の製材工場付近、長沢の家屋などからも出火した。3月25日には日中、市内で風速10メートルを超す風が吹いており、山火事の火の粉が飛び火したとみられている。25日午後11時半の時点では焼損面積はおよそ306ヘクタールまで拡大。午前中と比べて北側のエリアが南北に燃え広がり、避難指示が出された桜井小学校区や旦地区、郷桜井地区近くに及び、飛び火したように東側にある山の方でも焼けた場所が発生した。
3月26日午後2時の時点では焼けた範囲がおよそ417ヘクタールまで拡大。長沢地区や朝倉南乙野々瀬地区のあたりで被害が広がったほか、北側の旦地区、郷桜井地区近くでも範囲が拡大した。
3月27日の午前11時半時点では焼けた範囲がおよそ442ヘクタールとなった。同日にはまとまった雨が降り、午後7時から28日未明午前2時までの間に28.5ミリを観測。3月28日には焼失面積が午後2時半時点で442ヘクタールと前日の同じ時間と比べ変わらず「延焼阻止」宣言が出された。3月31日には今治市と西条市が鎮圧を宣言した。
焼失面積は約442ヘクタール（今治市423ヘクタール、西条市19ヘクタール）で、愛媛県の山林火災としては100ヘクタール以上の火災について統計をまとめ始めた1989年以降最大となった。
4月14日午後3時、今治市と西条市が完全に火種が消失したとして鎮火を発表。

## 経過
- 3月23日
  - 15時53分 - 近隣住民が消防に通報。今治市が災害警戒本部を設置[7]。
  - 18時30分 - 林野火災の延焼拡大を受け、今治市が災害対策本部を設置[7]。
  - 19時32分 - 愛媛県が災害対策本部を設置[8]。
  - 20時40分 - 消防庁国民保護・防災部長を長とする消防庁災害対策本部を設置（第2次応急体制）[8]。今治市が長沢地区381名（219世帯）に避難指示を発令。
  - 21時30分 - 林野火災警戒の為、西条市が災害対策本部を設置[9]。
  - 21時37分 - 中村時広愛媛県知事が陸上自衛隊第14旅団長（善通寺・香川県）に対し、山林火災に伴う消火活動に係る災害派遣を要請[10]。
  - 23時50分 - 西条市が楠河地区楠1,506名（792世帯）に避難指示を発令[11]
- 3月24日
  - 6時8分 - 愛媛県の消防防災ヘリによる消火活動開始[11]。
  - 8時6分 - 自衛隊ヘリによる消火活動開始[11]。
  - 9時 - 政府が官邸危機管理センターに情報連絡室を設置[12]。
  - 17時50分 - 今治市が朝倉北468名（220世帯）に避難指示を発令[11]。
  - 20時 - 今治市が緑ヶ丘団地  230名（114世帯）に避難指示を発令[11]。
  - 21時 - 今治市が県消防広域応援を県内の消防に要請[13]。
- 3月25日
  - 12時35分 - 今治市東部の約1万3,700戸で停電が発生[14]。
  - 15時 - 今治市が旦地区400名（210世帯） 、郷桜井二丁目 235名（116世帯）に避難指示を発令[11]。
  - 17時 - 消防庁長官を長とする消防庁対策本部に改組（第3次応急体制）[8]。
  - 17時10分 - 中村時広愛媛県知事から消防庁長官に対して、緊急消防援助隊の応援を要請[8]。
  - 17時40分 - 今治市が桜井地区 4,122名（2,094世帯）に避難指示を発令[11]。
- 3月26日
  - 1時10分 - 今治市が朝倉南乙野々瀬 152名（83世帯）に避難指示を発令[11]。
  - 9時 - 政府が官邸危機管理センターに設置していた情報連絡室を官邸対策室に改組[15]。
  - 16時 - 愛媛県が第3回災害対策本部会議で、今治市と西条市に災害救助法の適用を決める（23日付け）[16]。
- 3月28日
  - 12月37分 - JR予讃線伊予桜井駅で乗客の乗降を再開[13]。
  - 17時 - 今治市が延焼の恐れがなくなったとして一部の地区の避難指示を解除、西条市が楠河地区楠・六軒家に出していた避難指示を解除[17]。
- 3月31日
  - 朝 - 徳永繁樹今治市長と高橋敏明西条市長が消防防災ヘリコプターに乗り込み、山肌に熱源がないかどうか確認を行う[18]。
  - 11時 - 今治市、西条市が鎮圧を宣言[19]。西条市が災害対策本部を廃止[19]。今治市内に発令中だった避難指示が全て解除される[19]。
  - 12時 - 中村時広愛媛県知事が自衛隊に撤収要請を行う[19]。
  - 12時19分 - 中村時広愛媛県知事が緊急消防援助隊に撤収要請を行う[19]。
  - 14時17分 - 愛媛県が災害対策本部を廃止[8]。
- 4月5日
  - 0時 - 今治市が4月2日以降熱源が確認されてない事などから災害対策本部を災害警戒本部に縮小[20]。
- 4月10日
  - 午前 - 緊急消防援助隊と県消防広域応援の引き揚げが完了[21]。
- 4月14日
  - 午後3時 - 今治市と西条市が完全に火種が消失したとして鎮火を発表。出火から23日目。今治市は災害警戒本部を解散、西条市と県も警戒態勢を解除。両市の消防本部によると、3月31日の鎮圧宣言以降、消防隊や消防団が被災地全域を巡回し、ドローンを使って熱源の確認を進め、今治側では4月2日以降、熱源を感知せず、西条側は14日午前の調査で熱源はないと最終確認した[22]。

## 被害

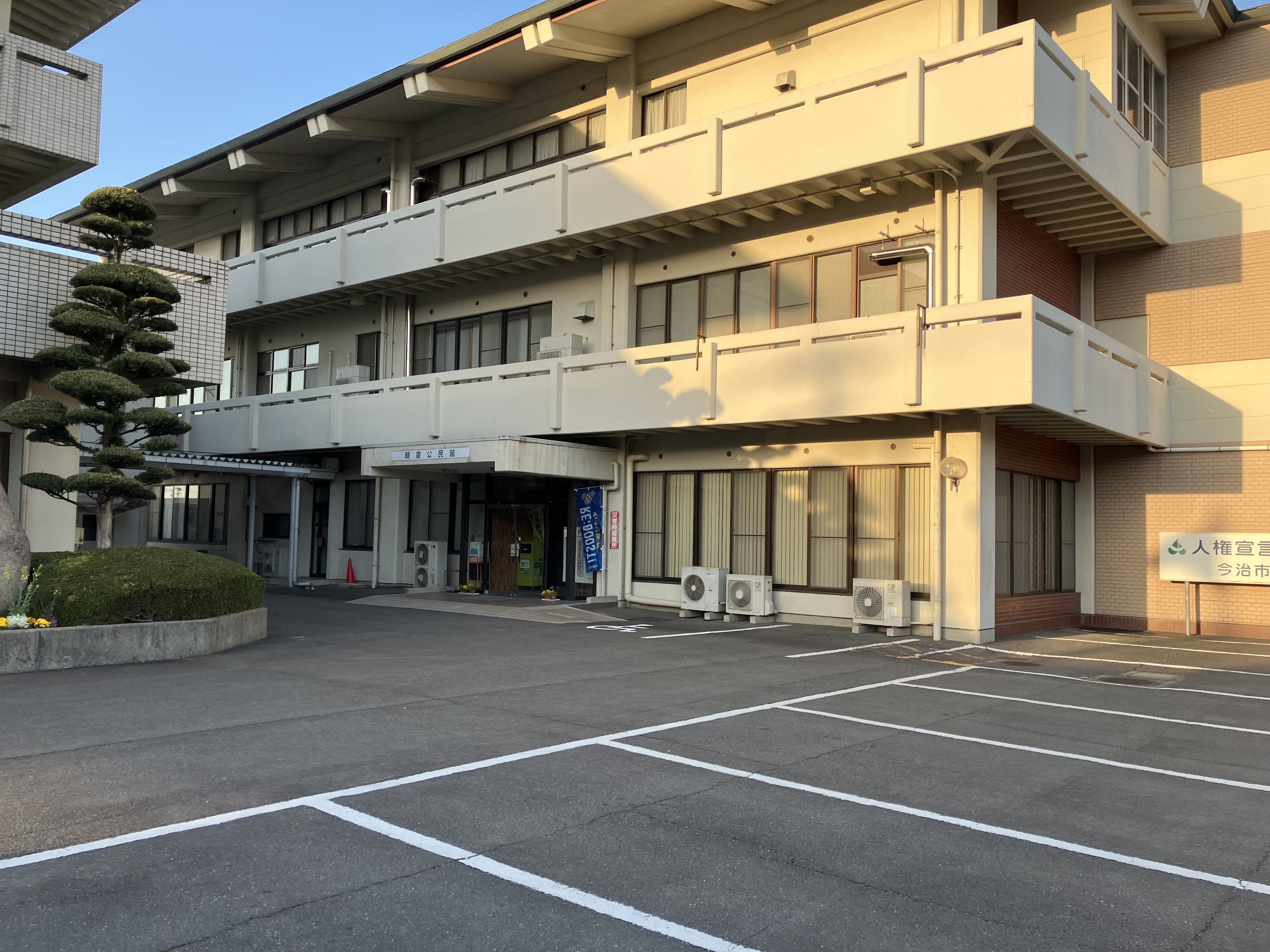
林野火災の際に避難所の1つとなった朝倉公民館（2025年4月）

建物被害は22棟で今治市では住宅5棟、空き家6棟、倉庫など10棟が全焼したほか、西条市で寺院1棟の一部が焼けた。今治市の被害はいずれも山林から離れた場所で、強風によって火の粉が飛び散る「飛び火」で炎上したとみられている。四国森林管理局が4月8日に行った上空からの目視による調査では、急斜面において焼損の激しい場所が多く確認され、炎が樹冠火となり風の影響を受けて一気に駆け上がり被害を増大させたものと推察されている。
人的被害は、消火活動にあたった消防団員3人がけがをした。

## 消火活動
今治市消防本部、西条市消防本部、今治市消防団、西条市消防団といった地元消防組織が消火に当たった。3月24日には今治市が県広域消防応援を愛媛県内の消防に要請し、3月25日には中村時広愛媛県知事が消防庁長官に対して
緊急消防援助隊の応援を要請を行った。要請を受けた愛媛県内の広域応援隊や県外からの緊急消防援助隊などが消火に当たった。また、愛媛県内外の消防防災ヘリや自衛隊のヘリによる上空からの消火も行われた。
鎮圧宣言を行った3月31日までに防災ヘリが560回（342t）、自衛隊ヘリが339回（1695t）の上空からの散水活動を実施した。また地上部隊等は延べ人数で6681名（今治市消防本部・西条市消防本部：896名、今治市消防団・西条市消防団：3300名、そして県内の広域応援隊・県外からの緊急消防援助隊：2485名）が活動に従事した。
緊急消防援助隊と県消防広域応援は鎮圧後の状況などを判断し、2025年4月10日午前に引き揚げが完了した。緊急消防援助隊では8府県（広島・香川・滋賀・長野・徳島・山口・大分・大阪）からのべ1,867人が、県消防広域応援では県内12市町からのべ618人が地元消防らと最前線での消火に当たった。

### 消火活動の体制

#### 3月24日
- 消防防災ヘリ（2機：愛媛県・徳島県） - 愛媛県防災ヘリが46回、徳島県防災ヘリが4回の散水活動を実施[25]。
- 自衛隊ヘリ（1機:CH-47） - 28回の散水活動を実施[25]。
- 自衛隊ヘリ（1機:UH-1） - 空域統制[25]
- 地上部隊（のべ約575名）[25]
  - 今治市消防本部のべ180名[25]
  - 今治市消防団のべ204名[25]
  - 西条市消防本部のべ74名[25]
  - 西条市消防団のべ109名[25]

#### 3月25日
- 消防防災ヘリ(2機：愛媛県・徳島県) - 190回の散水活動を実施[26]。
- 自衛隊ヘリ（4機：CH-47） - 85回の散水活動を実施[26]。
- 自衛隊ヘリ（1機:UH-1） - 空域統制[27]
- 地上部隊（のべ約1,291名、このほか増員有り）[27]
  - 今治市消防本部  のべ292名[27]
  - 今治市消防団   のべ606名[27]
  - 西条市消防本部 のべ173名[27]
  - 西条市消防団  のべ220名[27]
  - 広域応援隊 12消防27隊90名（松山・伊予・久万高原・東温・四国中央・新居浜・上島・大洲・西予・愛南・宇和島・八幡浜）[27]

#### 3月26日
- 消防防災ヘリ（6機：徳島県・山口県・広島県・広島市・大分県・大阪市） - 140回の散水活動を実施[26]。
- 自衛隊ヘリ（4機:CH-47) - 73回の散水活動を実施[26]。
- 自衛隊ヘリ（2機:UH-1） - 空域統制[28]
- 地上部隊等（計2,847名）[28]
  - 今治市消防本部・西条市消防本部 計666名[28]
  - 今治市消防団・西条市消防団 計2,181名[28]
  - 広域応援隊 12消防29隊91名（松山、伊予、久万高原、東温、四国中央、新居浜、上島、大洲、西予、愛南、宇和島、八幡浜）[28]
  - 緊急消防援助隊 8府県86隊311人[28]
    - 指揮支援部隊 合計1隊7人  【統括指揮支援隊】広島市消防局 [28]
    - 陸上部隊 合計77隊257人  【都道府県大隊】広島県・香川県[28]
    - 航空部隊 合計8隊47人  【航空指揮支援隊】滋賀県 【航空後方支援隊】長野県 【航空小隊】徳島県・山口県・広島県・広島市・大分県・大阪市[28]

#### 3月27日
- 消防防災ヘリ（6機：徳島県・山口県・広島県・広島市・大分県・大阪市） - 46回の散水活動を実施[26]。
- 自衛隊ヘリ（4機:CH-47) - 70回の散水活動を実施[26]。
- 自衛隊ヘリ（2機:UH-1） - 空域統制[29]
- 地上部隊等（計4,460名）[29]
  - 今治市消防本部・⻄条市消防本部  計734名[29]
  - 今治市消防団・⻄条市消防団 計2,836名[29]
  - 広域応援隊・緊急消防援助隊 計890名[29]
    - 広域応援隊 12消防26隊88名（松山、伊予、久万高原、東温、四国中央、新居浜、上島、大洲、西予、愛南、宇和島、八幡浜）[29]
    - 緊急消防援助隊 8府県86隊310人[29]
      - 指揮支援部隊 合計1隊7人 【統括指揮支援隊】広島市消防局[29]
      - 陸上部隊 合計77隊256人 【都道府県大隊】広島県 香川県[29]
      - 航空部隊 合計8隊47人 【航空指揮支援隊】滋賀県 【航空後方支援隊】⻑野県 【航空小隊】徳島県・山口県・広島県・広島市・大分県・大阪市[29]

#### 3月28日
- 消防防災ヘリ（7機：愛媛県・徳島県・山口県・広島県・広島市・大分県・大阪市） - 72回の散水活動を実施[26]。愛媛県の防災ヘリは延焼状況を映像目視確認及び赤外線による熱源探知を実施[30]。
- 自衛隊ヘリ（4機:CH-47) - 40回の散水活動を実施[26]。
- 自衛隊ヘリ（2機:UH-1） - 偵察活動等を実施[30]。
- 地上部隊等（計5,258名）[30]
  - 今治市消防本部・⻄条市消防本部 計798名[30]
  - 今治市消防団・⻄条市消防団 計3173名[30]
  - 広域応援隊・緊急消防援助隊 計1287名[30]
    - 広域応援隊 12消防26隊88名（松山、伊予、久万高原、東温、四国中央、新居浜、上島、大洲、西予、愛南、宇和島、八幡浜）[30]
    - 緊急消防援助隊 8府県86隊309人[30]
      - 指揮支援部隊 合計1隊7人 【統括指揮支援隊】広島市消防局[30]
      - 陸上部隊 合計77隊256人 【都道府県大隊】広島県 香川県[30]
      - 航空部隊 合計8隊47人 【航空指揮支援隊】滋賀県 【航空後方支援隊】⻑野県 【航空小隊】徳島県・山口県・広島県・広島市・大分県・大阪市[30]

### 3月29日
- 消防防災ヘリ（6機：徳島県・山口県・広島県・広島市・大分県・大阪市） - 27回の散水活動を実施[26]。大阪市の防災ヘリは延焼状況を映像目視確認及び赤外線による熱源探知を実施[26]。
- 自衛隊ヘリ（2機:CH-47) - 25回の散水活動を実施[26]。
- 自衛隊ヘリ（2機:UH-1） - 偵察活動、空域統制[31]
- 地上部隊等（5,695名）[31]
  - 今治市消防本部・西条市消防本部 計816名[31]
  - 今治市消防団・西条市消防団 計3,191名[31]
  - 広域応援隊・緊急消防援助隊 計1,688名[31]
    - 広域応援隊 12消防26隊87名（松山、伊予、久万高原、東温、四国中央、新居浜、上島、大洲、西予、愛南、宇和島、八幡浜）[31]
    - 緊急消防援助隊 8府県88隊314人[31]
      - 指揮支援部隊 合計1隊7人 【統括指揮支援隊】広島市消防局[31]
      - 陸上部隊 合計79隊260人 【都道府県大隊】広島県 香川県[31]
      - 航空部隊 合計8隊47人【航空指揮支援隊】滋賀県 【航空後方支援隊】長野県 【航空小隊】徳島県・山口県・広島県・広島市・大分県・大阪市[31]

### 3月30日
- 消防防災ヘリ（6機：徳島県・山口県・広島県・広島市・大分県・大阪市） - 山口県・広島県の防災ヘリで延焼状況を映像目視確認及び赤外線による熱源探知を実施[26]。
- 自衛隊ヘリ（2機:CH-47) - 18回の散水活動を実施[26]。
- 自衛隊ヘリ（2機:UH-1） - 偵察活動、空域統制[32]
- 地上部隊等 計6,110名[32]
  - 今治市消防本部・西条市消防本部  計832名[32]
  - 今治市消防団・西条市消防団  計3,191名[32]
  - 広域応援隊・緊急消防援助隊  計2,087名[32]
    - 広域応援隊 12消防26隊87名 （松山、伊予、久万高原、東温、四国中央、新居浜、上島、大洲、西予、愛南、宇和島、八幡浜）[32]
    - 緊急消防援助隊 8府県88隊312人[32]
      - 指揮支援部隊 合計1隊5人【統括指揮支援隊】広島市消防局[32]
      - 陸上部隊  合計79隊260人【都道府県大隊】広島県 香川県[32]
      - 航空部隊  合計8隊47人 【航空指揮支援隊】滋賀県 【航空後方支援隊】長野県 【航空小隊】徳島県・山口県・広島県・広島市・大分県・大阪市[32]

### 3月31日
- 消防防災ヘリ（7機：愛媛県・徳島県・山口県・広島県・広島市・大分県・大阪市） [26]
- 自衛隊ヘリ（2機:CH-47) [26]
- 自衛隊ヘリ（2機:UH-1） [26]
- 地上部隊等 計6,681名[26]
  - 今治市消防本部・西条市消防本部  計896名[26]
  - 今治市消防団・西条市消防団 計3,300名[26]
  - 広域応援隊・緊急消防援助隊 計2,485名[26]
    - 広域応援隊 12消防26隊87名（松山、伊予、久万高原、東温、四国中央、新居浜、上島、大洲、西予、愛南、宇和島、八幡浜）[26]
    - 緊急消防援助隊 8府県88隊311人[26]
      - 指揮支援部隊 合計1隊5人 【統括指揮支援隊】広島市消防局[26]
      - 陸上部隊 合計79隊259人 【都道府県大隊】広島県 香川県[26]
      - 航空部隊 合計8隊47人【航空指揮支援隊】滋賀県 【航空後方支援隊】長野県 【航空小隊】徳島県・山口県・広島県・広島市・大分県・大阪市[26]

## 影響

### ライフライン

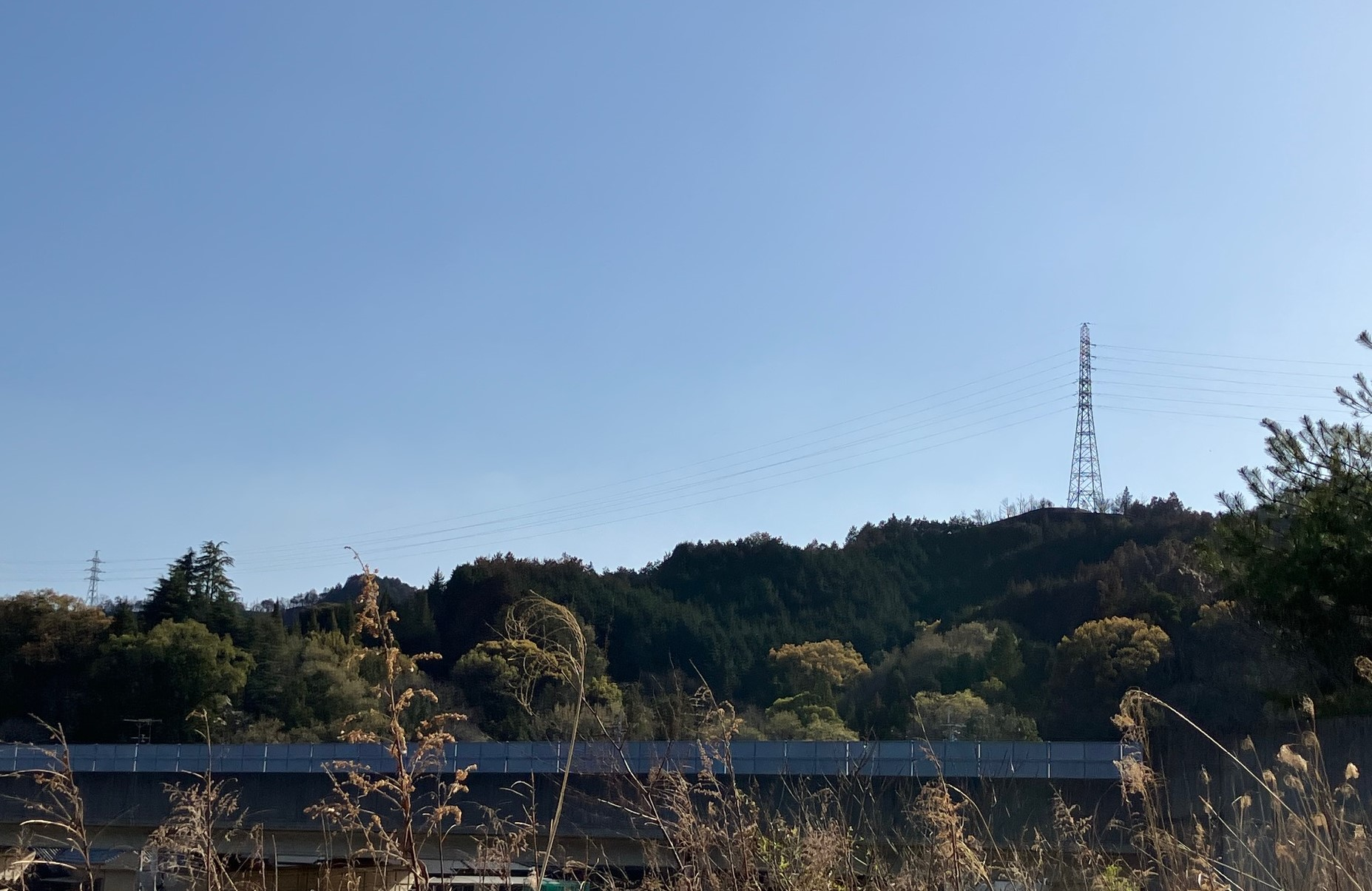
今治市内に電気を供給する送電線。送電線の付近まで延焼した。

四国電力送配電は今治市内の2つの送電線のうち沿岸部に近い桜井線を現場での消火活動に支障がでないよう、3月24日の早朝から段階的に電気の供給を停止した。また、火災が山に近い今治線からおよそ1キロの範囲まで迫った。3月25日昼過ぎには、火災により変電所が停止したことがみられる停電が今治市内で発生し、一時、およそ1万6000戸の停電が発生した。
四国電力送配電は3月25日夕方、記者会見を開き、「現在、送電線の桜井線が停止していて、今治地区には今治線で電気を供給しているが、さらに火災が広がり、今治線に近づいた場合、広範囲の停電が発生する可能性がある」と発表した。今治市のほぼ全域にあたるおよそ7万6000戸が停電となるおそれが懸念された。四国電力送配電は、四国にある発電機車24台の今治市内への手配し、九州や関西などほかの地域の送配電事業者に車両の手配を要請。東京電力パワーグリッドなど国内の送配電事業者は3月26日夕方までに、四国と北海道を除く8電力で計500人規模の要員や80台以上の発電機車の派遣を決定した。発電機車を四国電力送配電分を含めて約110台確保し、高所作業車も他電力の応援だけで50台以上となった。
3月28日には、愛媛県今治市の山林火災で大規模な停電が発生する可能性がなくなったと発表した。停電に備えて全国の大手電力各社が発電機車などを今治市に配備していたが、順次解除した。
各送配電事業者の応援派遣規模
- 東北電力ネットワーク - 3月26日から29日までに要員67名（後方支援要員含む）、車両29台(発電機車8台)を派遣[36]。
- 東京電力パワーグリッド - 3月26日から29日までに要員91名、車両20台（発電機車10台）を派遣[37]。
- 中部電力パワーグリッド - 3月26日から29日までに要員延べ136名、車両51台（発電機車15台）を派遣[38]。
- 北陸電力送配電 - 3月26日から要員44名、車両22台（発電機車8台）を派遣[39]。
- 関西電力送配電 - 3月26日から要員67名、車両32台（発電機車15台）を派遣[40]。
- 中国電力ネットワーク - 3月26日から要員69名、車両41台（発電機車10台）を派遣[41]。
- 九州電力送配電 - 3月26日から要員120名（九電送配サービス社員含む）、車両58台（発電機車20台）を派遣[42]。
- 沖縄電力 - 3月26日から28日までに要員3名を情報収集要員として四国電力送配電本店に派遣[43]。

### 公共公共交通

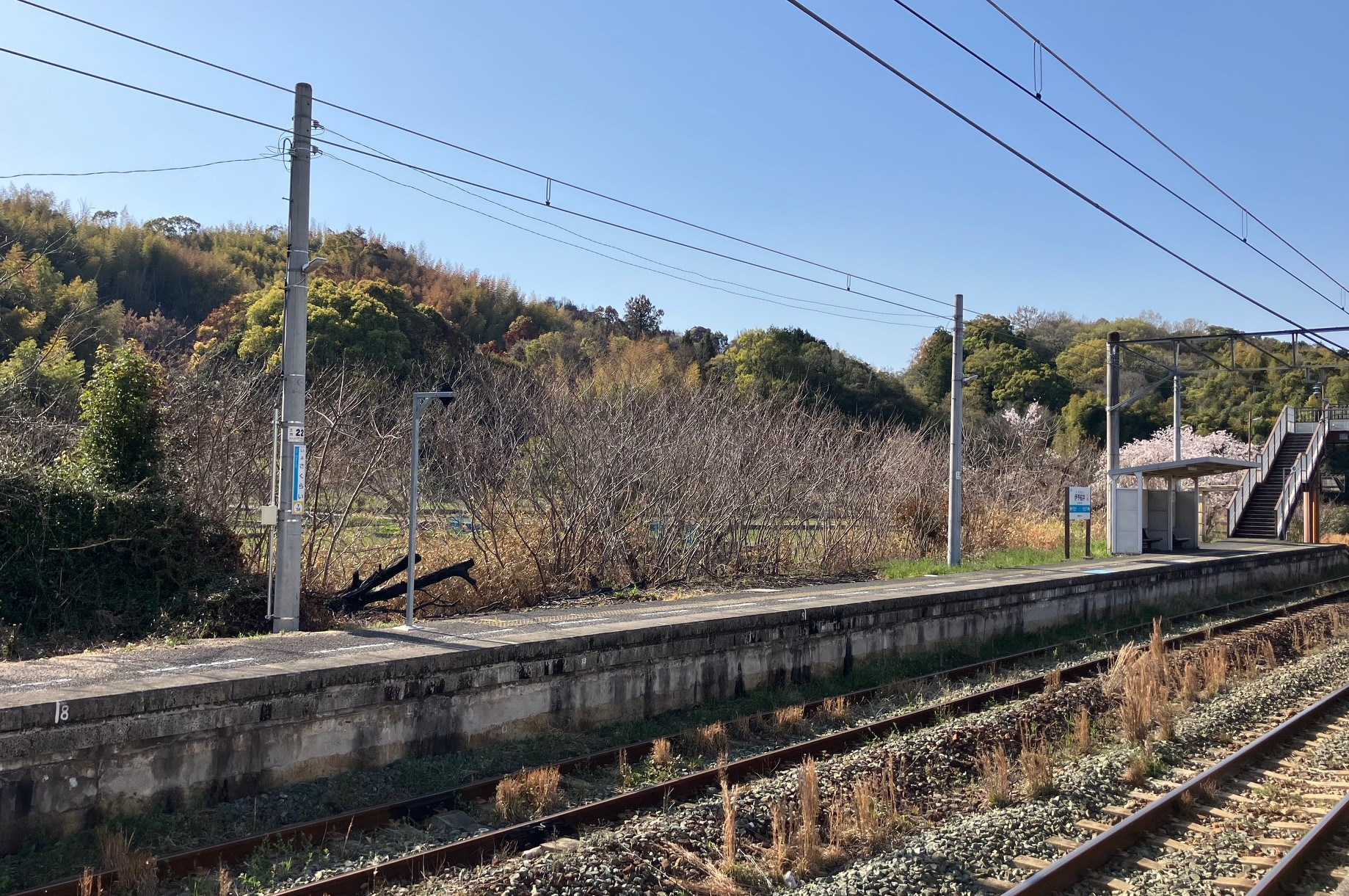
飛び火によって伊予桜井駅のホーム近くまで延焼した

JR予讃線は山林火災の影響で、3月23日午後9時から伊予西条駅～今治駅間の運行を見合わせた。3月24日も始発から運転を見合わせていたが、午前9時53分に運転を再開した。しかし、山林火災の飛び火によって3月25日には伊予桜井駅近くまで炎が迫った。3月25日午後1時35分頃から予讃線の特急列車は伊予西条駅～松山駅の間、普通列車は壬生川駅～伊予北条駅の間が運転を見合わせた。3月26日午前10時すぎから運行が再開されたが、伊予桜井駅は避難指示のエリアであるため全ての列車で乗降ができない状態となった。3月28日午後0時半頃、伊予桜井駅で乗客の乗降が再開された。
瀬戸内運輸（せとうちバス）は道路通行止めの影響で3月26日には今治新居浜線の一部便で「拝志」～「壬生川港」間を運休し、「今治営業所」～「拝志」、「壬生川港」～「新居浜駅」間で折り返し運行を実施した。また、それ以外の日でも途中区間の通行止め影響などで路線の迂回運転などが発生した。

### 高速道路
今治小松自動車道は今治湯ノ浦インターチェンジから東予丹原インターチェンジ間で、山火事の影響で3月23日午後4時51分から通行止めを実施した。3月24日午前10時20分に周辺の安全が確認されたとして通行止めが解除された。しかし、火災の煙による視界不良で同日午前11時55分から再び通行止めとなった。同日の午後4時45分に解除された。その後も同区間の上り線が3月25日午後17時15分から、下り線が3月26日1時15分から再び通行止めとなったが、3月26日午後5時15分に上り線・下り線共に通行止めが解除された。

### イベント
FC今治は3月26日にホームのアシックス里山スタジアム（今治市）で予定されていた2025JリーグYBCルヴァンカップ1回戦の徳島ヴォルティス戦を中止した。スタジアムは山火事の被害が出ている地域とは離れているが、今治・西条両市に避難指示が出ている状況で、試合を開催することが適切かを判断した結果、中止の判断となった。代替試合は4月9日に行われた。

## 支援活動

### ボランティア
今治市社会福祉協議会は3月28日に被災者支援にあたるため、災害ボランティアセンターを開設した。4月3日からボランティアによる清掃活動が始まり、側溝にたまった灰などの撤去作業が行われた。災害ボランティアセンター開設期間中には、個人ボランティア321名、団体ボランティア50団体からボランティアの申し出があり、13件の支援活動に延べ233名が参加した。被災地区住民からのボランティア支援の相談も収束に向かっていることから、関係者と協議のうえ、同年5月16日で災害ボランティアセンターは閉所となった。

### 義援金・ふるさと納税
今治市は3月27日から銀行振り込みと窓口に直接届ける方法で義援金の受付を開始した。市には義援金として4月2日までに1,064万円余りが寄せられた。
ふるさと納税の仲介サイトを運営する企業2社が支援のための寄付を募る特設ページを立ち上げた。またふるさと納税を通じた被災した自治体への寄付の申請を別の自治体が代わりに受け付ける代理寄付の取り組みを他の地方自治体が行っている。
ふるさと納税の代理寄付の取り組みを行っている地方自治体
- 青森県弘前市[59]
- 茨城県境町[60]
- 茨城県土浦市[61]
- 愛媛県上島町
- 群馬県太田市[62]。
- 栃木県佐野市 - ご当地キャラクターのさのまるの友達であるバリィさんのふるさとである今治市が被災した事を受けて支援に乗り出した[63]。
- 福井県坂井市 - ご当地キャラクターの坂井ほや丸とバリィさんのデザイナーが同じというつながりにより支援に乗り出した[64]。
- 宮城県利府町[65]

### 企業による支援
- イオン - 4月18日～5月12日にイオン・イオンスタイル等、約250店舗とイオンスタイルオンラインにて「今治タオルフェア」を実施し、対象の今治製タオルの売上金の一部を今治市災害支援金に寄付すると発表した[66]。またイオンではこの他、行政の要請に基づき発電支援として電力会社への駐車場開放や、愛媛県内のグループ店舗での緊急支援募金の実施などの支援を行っている[66]。
- 今治造船 - 今治造船グループ（今治造船・しまなみ造船・あいえす造船・正栄汽船・檜垣産業)で今治市に500万円を寄付した[67]。
- NTTドコモ - 火災発生時には今治市と西条市の避難所にスマートフォンの充電機器を設置するなど通信インフラのサポートを実施した[68]。またdポイントやd払いでの募金を呼びかけ、全国から集まったおよそ3,280万円を今治市に寄付した[68]。
- 愛媛銀行 - グループ役職員から寄付を募り、100万円を今治市に寄付した[69]。
- キスケ - 今治市の企業版ふるさと納税として1000万円を寄付した[70]。また3月24日には避難所生活を送る人に利用してもらおうと、運営する今治市内の温浴施設の入浴券を市に贈呈した[34]。
- 四国ライト - 創業者の神村正之元社長が今治市に1000万円を寄付した[70]。四国ライトは火災に伴う通行止めなどの交通規制に対応し、発生からの8日間で社員や関係者延べ約120人が交通誘導などに従事した[70]。
- ファミリーマート - 3月29日～4月14日に四国地方の約500店舗で店頭募金を募り、集まった1,010,312円を5月30日に今治市に寄託した[71]。
- メタウォーター - 今治市に100万円を寄付した[72]。

### スポーツ界
- 愛媛FC - 4月12日の愛媛FCレディースホームゲーム(ASハリマアルビオン戦)、4月13日の愛媛FCホームゲーム（ヴァンフォーレ甲府戦）にて募金活動を実施し、集まった募金139,480円を今治市に寄付した[73]。
- 愛媛オレンジバイキングス - 3月29日に松山市で行われた試合終了後に選手たちが募金活動を行い、観客から集まった義援金およそ19万円を今治市に寄付した[58]。
- 四国アイランドリーグplus - 四国アイランドリーグplusならびに加盟4球団と協働で募金活動を実施した[74]。5月1日に集まった募金99,423円を今治市社会福祉協議会を通じて全額「令和7年今治市林野火災等支援金」に送金した[74]。
- 日本モーターボート選手会香川支部 - 5月13日に10万円への寄付を実施した[75]。香川支部には計9人の今治市出身レーサーが所属している[75]。
- RIZIN - 今治市出身でDEEPライト級王者の野村駿太選手が3月30日に出場した総合格闘技イベント「RIZIN.50」で主催者に呼びかけて自ら会場で募金活動を実施した[76]。約230人が24万2680円を寄せ、4月1日に徳永繁樹今治市長に支援金を手渡した[76]。

### 学校
- 今治市内の県立高校5校（今治南・今治西・今治北・今治工業・今治東中等教育学校）の生徒が各校内や市内のショッピングモールで募金を募り、5月19日に11万8921円を市に寄付した[77]。
- FC今治高等学校里山校の有志5人が義援金5万5500円を市に贈った[78]。5人は春休みに石川県の能登半島地震の被災地で復興支援のボランティア活動していた時に林野火災が発生[78]。「今治は大丈夫か」と逆に心配され、活動の一環で行った春祭りの屋台の売上金を活動受け入れ先の厚意で山林火災の被災者への義援金として受け取っていた[78]。

### その他支援
- FC今治は3月26日の試合で観客に提供する予定だった、カレーなどおよそ200食を、市内の避難所や消防団の指揮本部など4か所で提供した[79]。また今治市内で子ども食堂を運営する団体がありがとうサービスから提供を受けておにぎりや味噌汁などを避難者や消防団員に提供した[80]。
- 鈍川せせらぎ交流館では避難者を対象に無料で浴場を開放し、この他今治市内では2つの施設でシャワーが無料開放された[80]。
- 岡山理科大学今治キャンパスでは、キャンパス内の体育館にペットをかごに入れたまま連れて入ることができる専用の部屋が設けた避難所が開設され、3月26日には3世帯7人がおよそ10匹の猫とともに避難した[81]。今治市ではこれまでに岡山理科大学今治キャンパスの獣医学部と連携してペットを連れた避難者に対する避難所運営の方法などを確認する訓練を行っていて、今回初めて運用された[81]。

## 再建・復旧・対策

### 生活再建
- 4月23日、徳永繁樹今治市長は家屋などの被災者の生活支援へ向け、総額6890万円の補正予算専決処分を行った[82]。専決処分で今治市は焼けた家屋の解体撤去費用などの他、被災者の日用品や生活必需品などについても補助を行っている[82]。

## その他
- ヨーロッパの気候学者によるイベント・アトリビューションでは、人為的な地球温暖化による高温、乾燥、強風が火災を拡大させた可能性があることが示された[83][84]。